# Баалшиллем І
Баалшиллем (Баалшалім) І (д/н — бл. 424 до н. е.) — цар міст-держав Сідон і Тір в 450—424 роках до н. е. В давньогрецьких джерелах відомий як Буломен.

## Життєпис
Наймовірніше був сином царя Ятанмілку. Відомий з фінікійського напису, знайденого в селищі Бустан еш-Шейх, де знаходився храм бога Ешмуна. Ймовірно, мусив поступитися частиною влади «мужам Сідону» — найповажнішими представниками міської громади, що водночас представляли торговельну верхівку міста. Посів трон, як зазначається в написі, зі згоди сами них. Це заклала основу фактичному пануванню в місті торгівельної олігархії.
Цей цар домігся від персів безпрецедентної поступки — дозволу карбувати власну монету. При чому як дрібну — срібну, так згодом і більш поширену — бронзову. На сьогодні більшість відомих монет цього сідонського царя є подвійні сіклі.
Ймовірно мав значну підтримку при перському царському дворі Артаксеркса I. На початку 440-х років до н. е. становище в Передній Азії було нестабільним. Напевне, це дозволило Баалшиллему І захопити Тір, що підтвердив цар. 
Завдяки карбуванню монети Сідон зміцнив свій статус головного торговельного і фінансового центру усього Східного Середземномор'я. Невдовзі Арвад і Тір наслідували Сідона в карбуванні монети. На відміну від сусідів — тірян, що віддавали перевагу торгівлі з власними колоніями, сідонські купці за енергійної підтримки Баалшиллема І зосередили в своїх руках обмін із грецьким світом, що відкривало перед ними ширші можливості — і економічні, і політичні.
Панував Баалшиллем І за різними відомостями до 440 або 424 року до н. е. Остання дата є більш слушною. Йому спадкував син Абдемон.